# Károlyi Amy
Károlyi Amy (eredeti neve: Károlyi Amália Mária Franciska) (Budapest, 1909. július 24. – Budapest, 2003. május 29.) József Attila-díjas magyar költő, műfordító. 1946-tól Weöres Sándor Kossuth-díjas író felesége volt.

## Életpályája
Értelmiségi családban nevelkedett, Budapesten magyar-német szakos tanári oklevelet szerzett a Pázmány Péter Tudományegyetemen, később Bécsben tanult. 1992-től a Magyar Művészeti Akadémia tagja volt.

## Költészete
1940-ben első verseit Babits Mihály közölte a Nyugatban. Korai kötetei mesék (A kislány, aki fütyülni tudott, 1941) és verses képeskönyv (Cili cica kalandjai, 1946); később is szívesen írt gyermekkönyveket, Weöres Sándorral közösen is (Tarka forgó, 1958; Hetedhét ország, 1975). Lírája A harmadik ház (1965) című kötetében mutatta meg önálló arculatát. A kozmikus és mitologikus távlatot a mindennapi élet részleteinek megfigyelésével ellenpontozza; tömör, intellektuális stílusába játékos elemek keverednek. A Kulcslyuk-lírával (1977) kezdődő korszakában új kötetkompozíciót alakított ki, a lírai montázst, amely idézetekből, aforizmákból és reflexiókból, verses vagy prózai rövidebb-hosszabb szövegekből, ezek kombinációjából áll; ugyanakkor nem szakít a költészet létértelmezésként, világmagyarázatként való felfogásával (Egy marék por, 1988). Válogatott műfordításainak a Vonzások és viszonzások (1975) beszédes címet adta; a szellemi rokonság jegyében fordította le Emily Dickinson válogatott írásait (1978). Esszéket, emlékezéseket tett közzé (Születésem története, 1984); Moldován Domokossal szerkesztette a Weöres Sándor és Károlyi Amy élete képekben (1985) című kiadványt.

## Magánélete
1946-ban férjhez ment Weöres Sándorhoz.

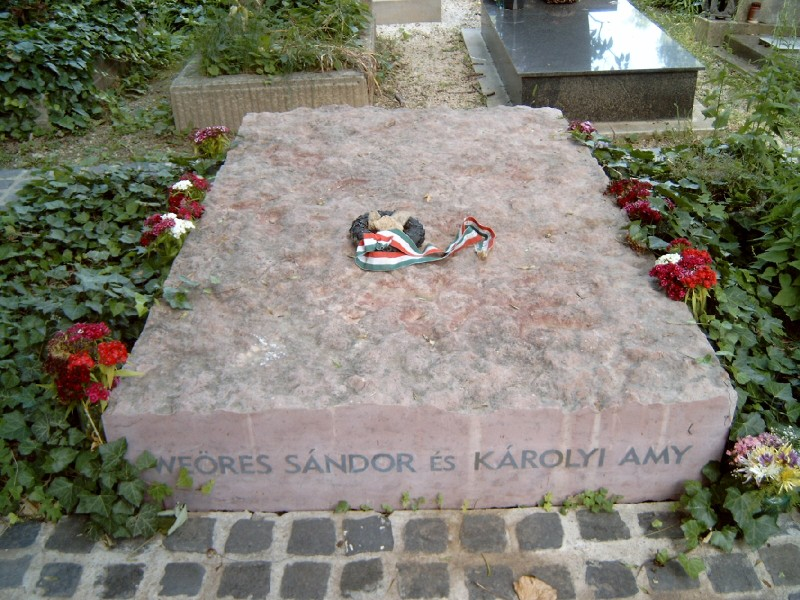
Károlyi Amy és férje, Weöres Sándor sírja Budapesten. Farkasréti temető: 9/1-1-182/184. Holdas György szobrászművész alkotása (1989)

## Művei

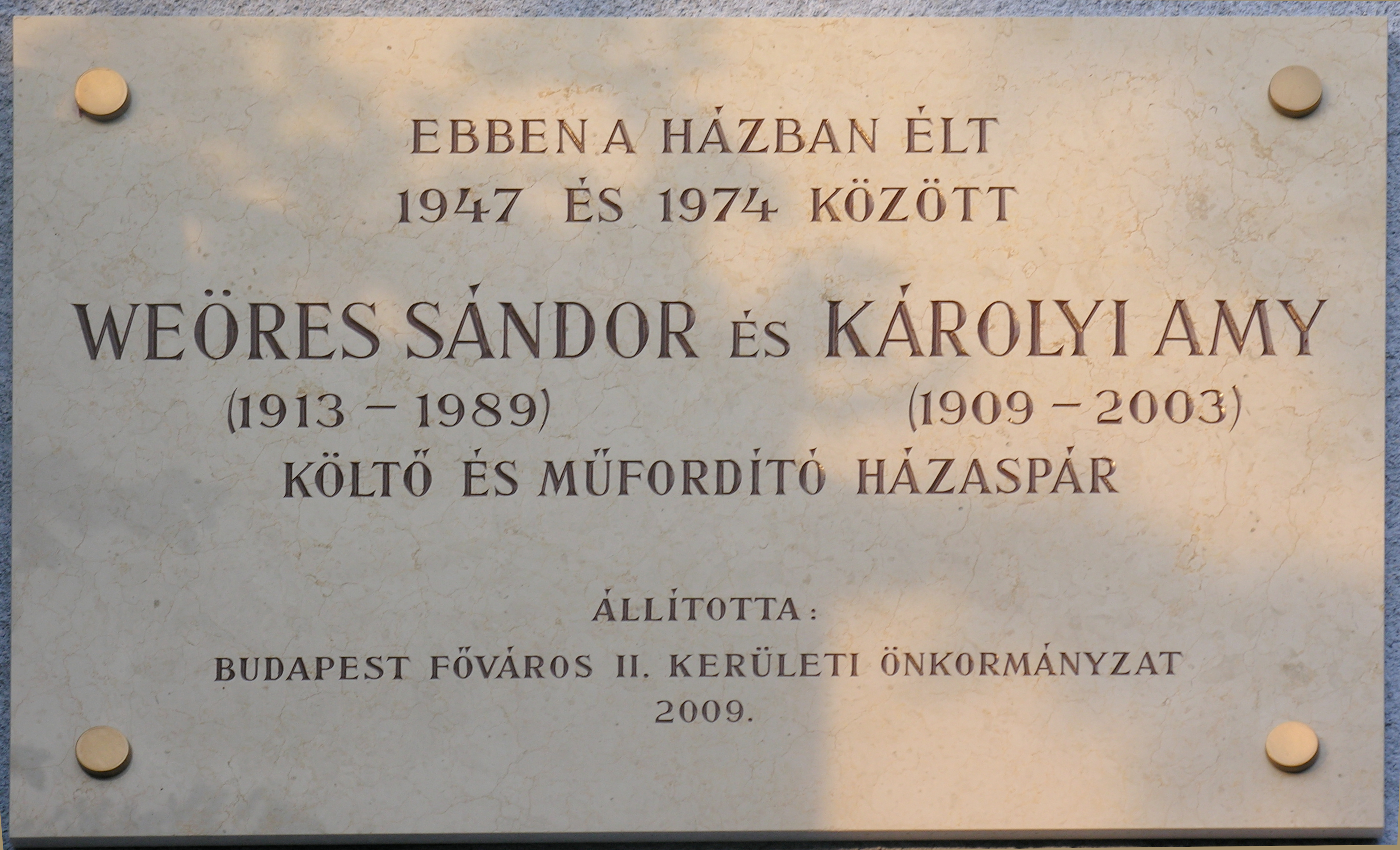
Károlyi Amy és Weöres Sándor emléktáblája egykori lakhelyén, a Törökvész út 3/c szám alatt

- A kislány, aki fütyülni tudott (mese, 1941)
- Cili cica kalandjai (verses, képeskönyv, 1946)
- Körhinta (mesék, 1947)
- Szegezzetek a földhöz, csillagok (versek, 1947)
- Pomádé király új ruhája, librettó, rádiójáték és vígopera Ránki György zenéjével (1953 előtt)
- Tik-Tak (verses képeskönyv, 1955)
- Hófehérke és a hét törpe; Grimm meséje nyomán; Művelt Nép, Budapest, 1956 (Bábszínpad)
- Holdistennő (versk, 1957)
- Weöres Sándor–Károlyi Amy: Tarka forgó. 120 vers az év tizenkét hónapjára; ill. Szántó Piroska; Magvető, Budapest, 1958
- A harmadik ház (versek, 1965)
- Anti-mennyország (1969)
- -talan, -telen (összegyűjtött versek, 1972)
- Pakli kártya (versek, 1974)
- Hetedhét ország (gyermekkönyv, Weöres Sándorral, 1975)
- Vonzások és viszonzások. Versfordítások; Magvető, Budapest, 1975
- Kulcslyuk-líra (versek, prózák, 1977)
- Emily Dickinson válogatott írásai. Károlyi Amy fordításai és tanulmányai; Magvető, Budapest, 1978
- A nyúl feje (versek, 1979)
- Két kis bunda bandukol (versek, 1980)
- Vers és napló (versek, 1981)
- Nincs út Avilába (versek, 1982)
- Születésem története (visszaemlékezések, tanulmányok, 1984)
- Weöres Sándor és Károlyi Amy élete képekben (Moldován Domokossal, 1985)
- A szobrok elindulnak (versek, 1986)
- "Szívem nagyon forró kezd lenni...". Karay Ilona hagyatéka; tan. Weöres Sándor, Károlyi Amy, sajtó alá rend., összeáll. Tüskés Tibor; Baranya megyei Könyvtár, Pécs, 1987 (Pannónia könyvek)
- Egy marék por (versek, prózák, 1988)
- Bezárt ház (versek, 1989)
- Requiem élőkért (versek, 1990)
- Mindenért mindent (versek, 1992)
- Weöres Sándor titkai. Károlyi Amy és Weöres Sándor kéziratos verseskönyve, 1947-1948; szerk., előszó, jegyz. Szigethy Gábor; Cserépfalvi, Budapest, 1993
- Tollrajzok; rajz. Weöres Sándor, szerk. Szántó Tibor, előszó Kovács Sándor Iván; Philobiblon, Budapest, 1995
- A tű foka (versek, 1996)
- A lét határa (versek, 1997)
- Euridiké hallgatása (versek, 1997)
- Látkép visszafele (2000)
- Hazatérés. Válogatott versek; vál., szerk. Steinert Ágota; Argumentum, Budapest, 2004
- XX. századi zsoltár; összeáll. Steinert Ágota; Tericum, Budapest, 2009
- Weöres Sándor–Károlyi Amy: Macskaszerenád; vál., szerk. utószó Steinert Ágota, ill. Orosz István; Helikon, Budapest, 2017

## Műfordításai
- Vonzások és viszonzások (válogatott műfordítások, 1975)
- Emily Dickinson válogatott írásai (1978)
- Emily Dickinson válogatott írásai. Károlyi Amy fordításai és tanulmányai; 2. bőv. kiad.; Magvető, Budapest, 1981
- Han-san: A bölcs vigyor (versek, 1997)

## Emlékezete
- Nevét viseli az 576793 Károlyiamy kisbolygó.[2]